# Charles Hartshorne
Charles Hartshorne (ur. 5 czerwca 1897 w Kittaning w Pensylwanii, zm. 9 października 2000 w Austin w Teksasie) – amerykański filozof zajmujący się przede wszystkim filozofią religii i metafizyką, przedstawiciel filozofii procesu.

## Życie
Był synem Francisa Cope'a Hartshore'a (1868-1950), duchownego Kościoła Episkopalnego oraz Marguerite Haughton Hartshorne (1868-1959). Studiował na Uniwersytecie Harvarwada, gdzie w 1923 uzyskał doktorat na podstawie dysertacji pt. "An Outline and Defense of the Argument for the Unity of Being in the Absolute or Divine Good" .
Studiował w Niemczech, m.in. u Edmunda Husserla i Martina Heideggera. Po powrocie do Stanów Zjednoczonych uczył na Uniwersytetach Chicagowskim (1928-1955), Emory’ego (1955-1962) i Teksańskim (1962-1978, kiedy przeszedł na emeryturę) .

## Filozofia
Hartshorne był, obok Alfreda Northa Whiteheada, głównym przedstawicielem filozofii procesu. Rozwinął ją na gruncie religii w teologię procesu . Jest uważany za jednego z najważniejszych filozofów amerykańskich i filozofów religii XX w .
Obok Whiteheada duży wpływ na niego miał też Charles Sanders Peirce. Hartshorne był wraz z Paulem Weissem redaktorem pierwszych sześciu tomów jego pism zebranych (1931-1935) .

## Dzieła
(1934) The Philosophy and Psychology of Sensation, Chicago: University of Chicago Press.
(1937) Beyond Humanism, Chicago: Willet, Clark, and Co.
(1941) Man’s Vision of God, N.Y.: Harper and Brothers.
(1948) The Divine Relativity, New Haven: Yale University Press.
(1953) Reality as Social Process, Boston: Beacon Press.
(1953) Philosophers Speak of God, Chicago: University of Chicago Press; reprinted Amherst, NY: Humanity Books, 2000.
(1962) The Logic of Perfection, LaSalle, Il.: Open Court.
(1967) A Natural Theology for Our Time, LaSalle, Il: Open Court.
(1967) Anselm’s Discovery, LaSalle, Il.: Open Court.
(1970) Creative Synthesis and Philosophic Method, LaSalle, Il.: Open Court.
(1972) Whitehead’s Philosophy, Lincoln: University of Nebraska Press.
(1973) Born to Sing, Bloomington: Indiana University Press.
(1976) Aquinas to Whitehead, Milwaukee: Marquette University Press.
(1983) Insights and Oversights of Great Thinkers, Albany: State University of New York Press.
(1984) Creativity in American Philosophy, Albany: State University of New York Press.
(1984) Existence and Actuality: Conversations with Charles Hartshorne, Chicago: University of Chicago Press.
(1984) Omnipotence and Other Theological Mistakes, Albany: State University of New York Press.
(1987) Wisdom as Moderation, Albany: State University of New York Press.
(1990) The Darkness and the Light, Albany: State University of New York Press.
(1991) The Philosophy of Charles Hartshorne, LaSalle, Il.: Open Court.
(1997) The Zero Fallacy and Other Essays in Neoclassical Metaphysics, LaSalle, Il.: Open Court.
(2011) Creative Experiencing, Albany: State University of New York Press.